# Tetovo
Pour les articles homonymes, voir Tetovo (homonymie).
Tetovo (en macédonien : Тетово, en albanais : Tetova) est une commune et une ville du nord-ouest de la Macédoine du Nord, située à 40 kilomètres de la capitale Skopje. Elle se trouve au pied des monts Šar, dans la plaine du Polog et elle est traversée par la petite rivière Pena, affluent du Vardar. La municipalité compte 84 770 habitants en 2021 et la ville en elle-même 63 176 habitants, le reste de la population étant réparti dans les villages alentour.
Tetovo se caractérise par une forte majorité albanaise et elle est considérée comme la capitale non officielle des Albanais de Macédoine du Nord ; elle compte notamment l'université d'État de Tetovo et l'université de l'Europe du Sud-Est, dont les cours sont en albanais, et les sièges de plusieurs partis politiques albanais, comme le Parti national démocratique. La commune est également un centre culturel et touristique, puisqu'elle compte une station de ski et des monuments remarquables comme la mosquée peinte.

## Géographie

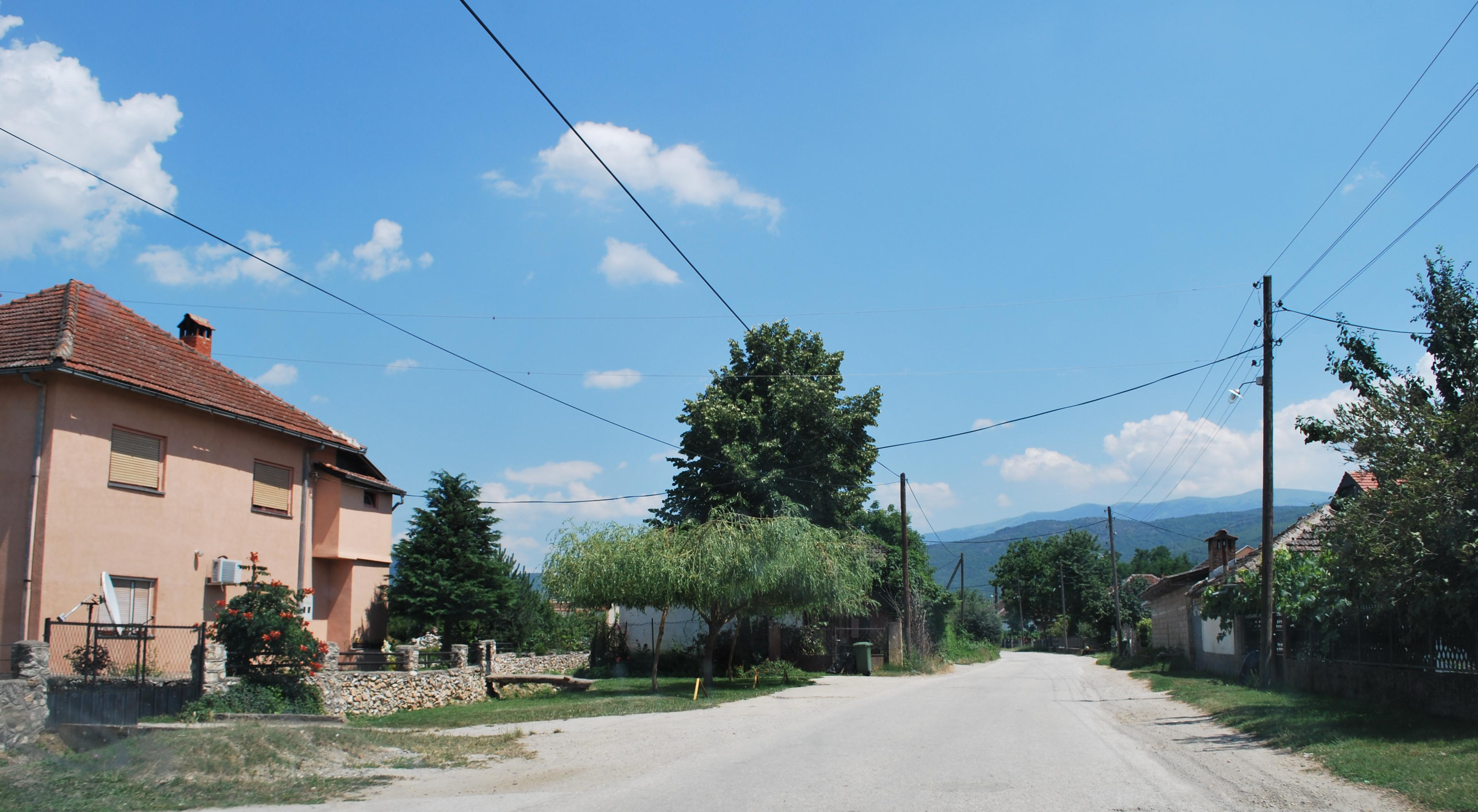
Le village de Faliché.

Tetovo se trouve dans la plaine du Polog, qui fait 55 kilomètres de long et entre 8 et 10 kilomètres de large. Elle est environnée par de nombreux massifs montagneux, comme les monts Šar, où la Pena prend sa source avant de traverser la ville. La municipalité se trouve entre 460 et 500 mètres d'altitude. Elle est traversée par deux axes importants, le corridor VIII, qui traverse les Balkans d'est en ouest, et le corridor X qui relie l'Autriche à la Grèce. Le climat est semi-continental, avec des étés chauds et relativement humides, des hivers froids avec des chutes de neige, des printemps et des automnes souvent pluvieux.
En plus de la ville de Tetovo, la commune compte les villages de Bozovtsé, Brodets, Veytsé, Vechala, Gayré, Golema Retchitsa, Ǵermo, Yedoartsé, Lavtsé, Lissets, Mala Retchitsa, Otounyé, Poroy, Saraḱino, Seltsé, Sétolé, Faliché, Djéptchichté et Chipkovitsa.

## Histoire

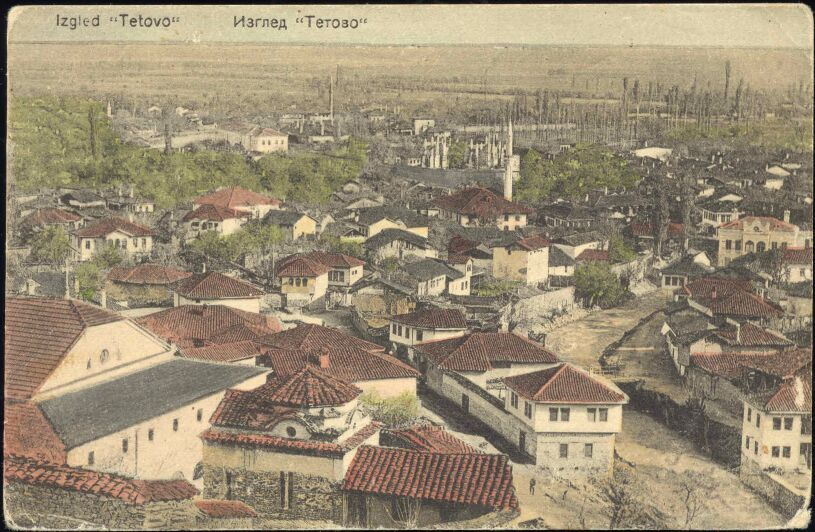
Tetovo en 1913.

La ville est mentionnée pendant l'Antiquité sous le nom d'« Euneum », mais au XIVe siècle, lorsque les Turcs envahissent la région, ils la classent comme village. Au XVe siècle, Tetovo connaît un certain développement puisqu'une mosquée est construite en 1436 et de nombreux magasins et nouveaux quartiers voient le jour. En 1470, un voyageur turc écrit que Tetovo commence à ressembler à une ville. Sous la longue occupation ottomane, de nombreux monuments sont construits, comme la Mosquée peinte, la forteresse, le hammam, l'église orthodoxe Saints-Cyrille-et-Méthode, le pont en pierre, etc. En 1689, Tetovo obtient le statut officiel de ville.
Après 1850 et jusqu'aux Guerres balkaniques qui commencent en 1912, la ville connaît un brusque développement puisqu'elle devient un grand centre de commerce et d'artisanat. Il faut attendre la fin de la Seconde Guerre mondiale pour que la ville connaisse de nouveau la croissance, sous le régime communiste. À partir des années 1980, Tetovo fut le centre des hostilités entre les Macédoniens, majoritaires dans la ville, notamment pendant l'établissement de l'Université albanaise et lors du conflit de 2001.

## Personnalités liées
- Blaga Aleksova (1922-2007), née à Tetovo, archéologue, spécialiste d'archéologie médiévale et paléochrétienne.
- Dashmir Elezi, (2004-), footballeur macédonien.

## Démographie

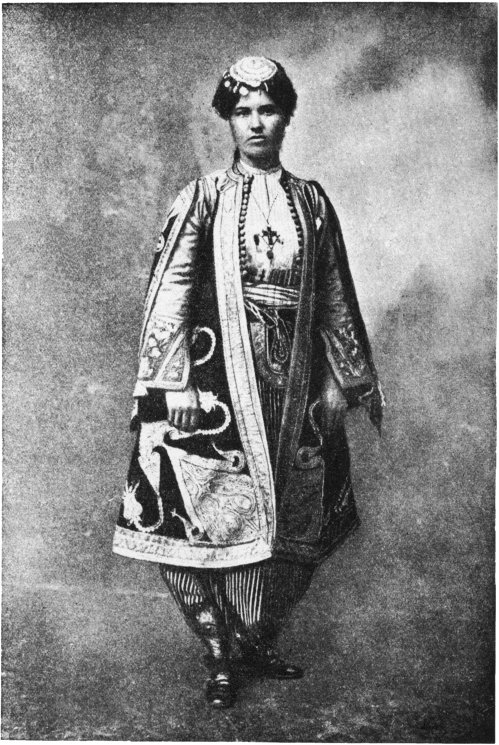
Jeune fille musulmane de Tetovo au début du XX.

En 2002, la municipalité comptait 86 580 habitants et la répartition ethnique était comme suit :
- Albanais - 60 886 (70,3 %)
- Macédoniens - 20 053 (23,2 %)
- Roms - 2 357 (2,7 %)
- Turcs - 1 882 (2,2 %)
- Serbes - 604 (0,7 %)
- Bosniaques - 156 (0,2 %)
- Valaques - 15 (0,02 %)
- Autres - 627 (0,7 %)

## Administration

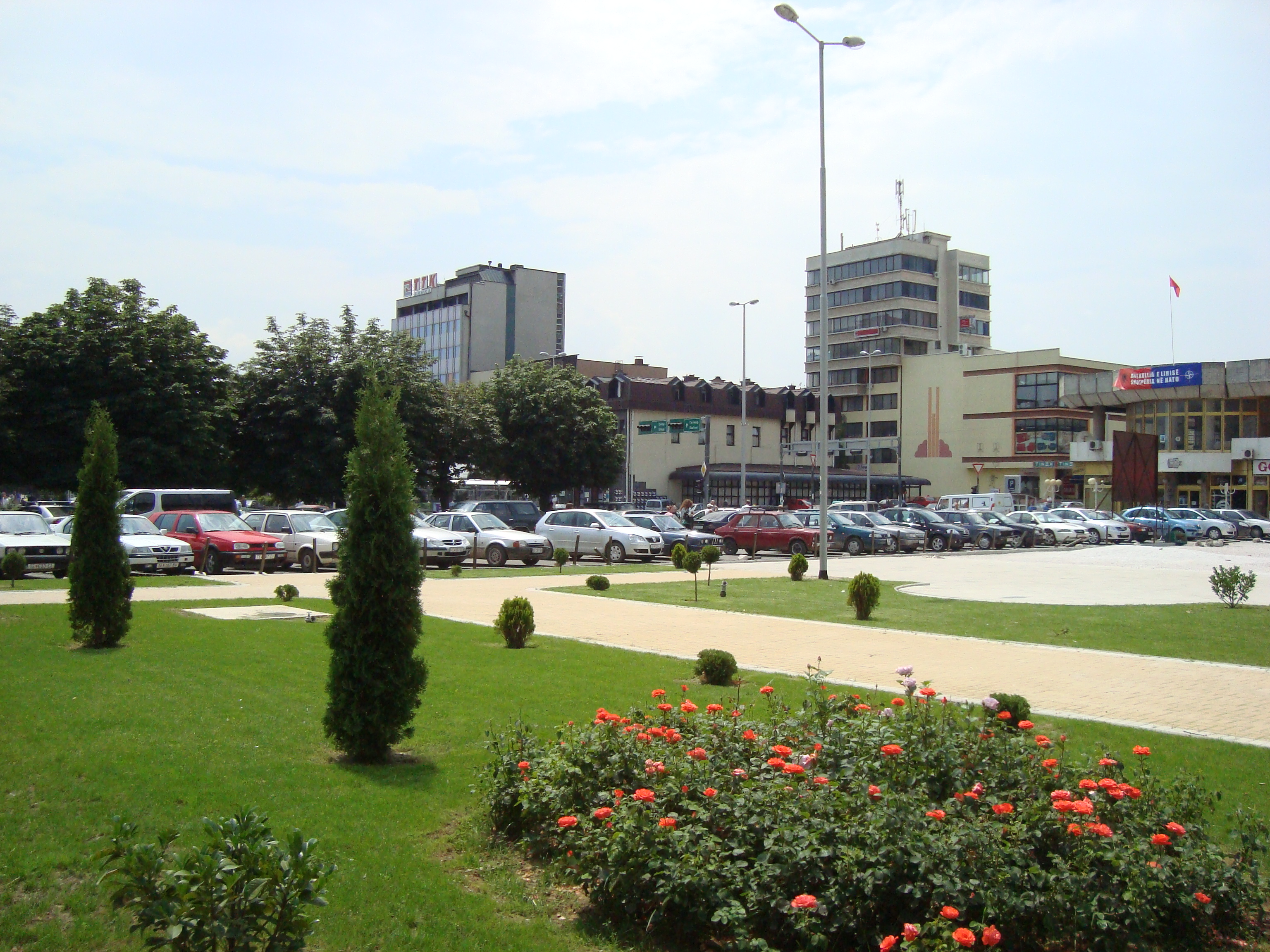
La place centrale.

La municipalité est administrée par un conseil élu au suffrage universel tous les quatre ans. Ce conseil adopte les plans d'urbanisme, accorde les permis de construire, il planifie le développement économique local, protège l'environnement, prend des initiatives culturelles et supervise l'enseignement primaire. Le conseil compte 31 membres. Le pouvoir exécutif est détenu par le maire, lui aussi élu au suffrage universel. Depuis 2009, le maire de Tetovo est Sadi Bexhetit, né en 1957.
À la suite des élections locales de 2009, le Conseil de Tetovo était composé de la manière suivante :
| Parti                                                               | Sièges |
| ------------------------------------------------------------------- | ------ |
| Union démocratique pour l'intégration (BDI)                         | 11     |
| Parti démocrate albanais (PDSH)                                     | 9      |
| Parti démocratique pour l'Unité nationale macédonienne (VMRO-DPMNE) | 4      |
| Union sociale-démocrate de Macédoine (SDSM)                         | 3      |
| Nouvelle Démocratie (DR)                                            | 2      |
| Nouveau Parti social-démocrate (NSDP)                               | 1      |
| VMRO                                                                | 1      |

## Économie
Les principales activités de la municipalité sont le travail du bois (meubles), la production de matériaux de construction, l'agriculture et l'industrie textile. 98 % des entreprises sont de taille moyenne ou petite.

## Culture et tourisme
Le monument le plus célèbre de Tetovo est la mosquée peinte, construite en 1495. Son originalité vient des panneaux peints qui ornent ses murs extérieurs. La vieille-ville renferme aussi l'Arabati Baba tekke, un khanqah, sorte de couvent réservé aux soufis, construit entre 1538 et 1548, un vieux pont en pierre et plusieurs églises orthodoxes toutes construites à la fin du XIXe siècle ou au début du XXe siècle. Sur la colline Balltepe qui domine la ville se trouve la forteresse Voca, construite en 1820. Bien que largement endommagée pendant les guerres mondiales, elle conserve encore des cuisines, des salles de bains et des tunnels. Dans les environs se trouvent aussi les ruines d'une forteresse illyrienne.
Dans les monts Šar se trouve la station de ski de Popova Šapka, située à 1780 mètres d'altitude. Elle possède 7,7 kilomètres de remontée mécanique et 20 kilomètres de pistes situées entre 1070 et 2510 mètres d'altitude. Le massif voisin de Ljuboten compte une trentaine de lacs glaciaires.

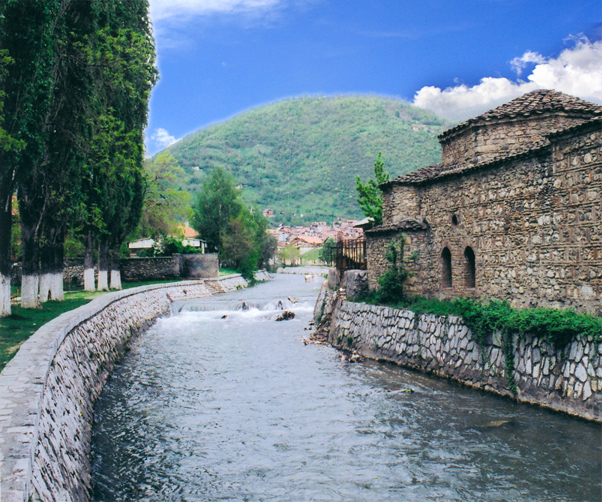
La rivière Pena.
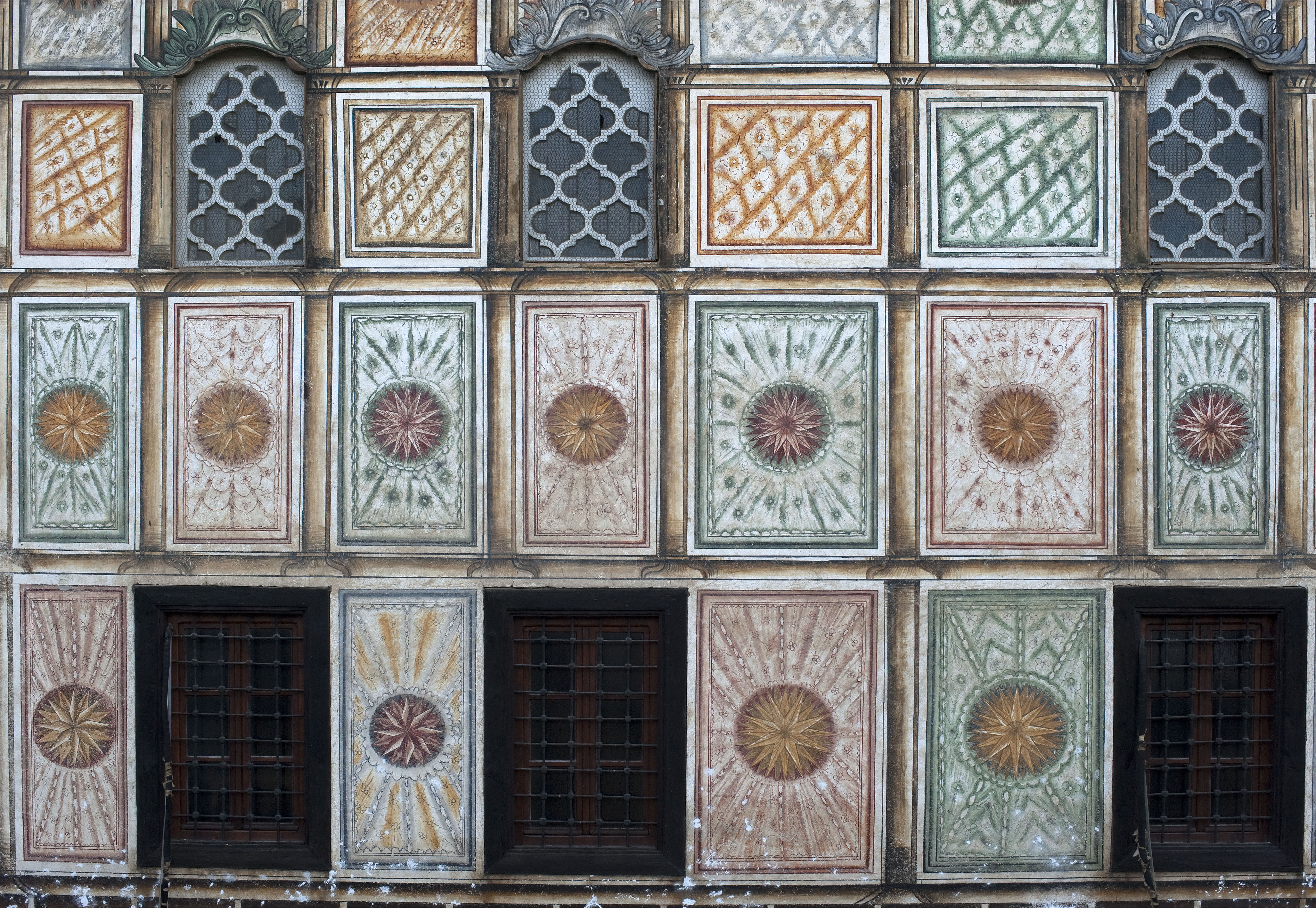
Panneaux de la mosquée peinte.
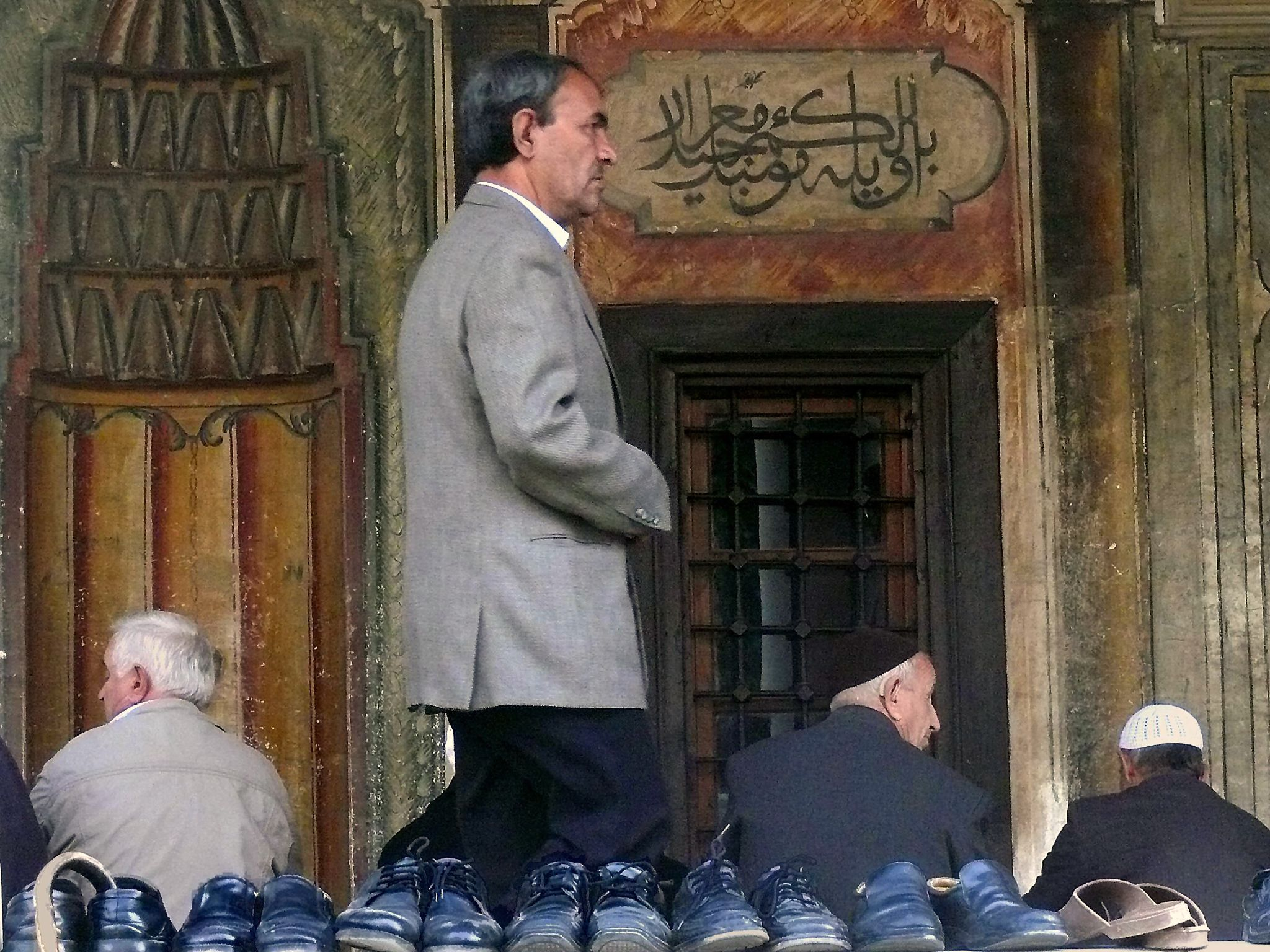
Dans la mosquée peinte.
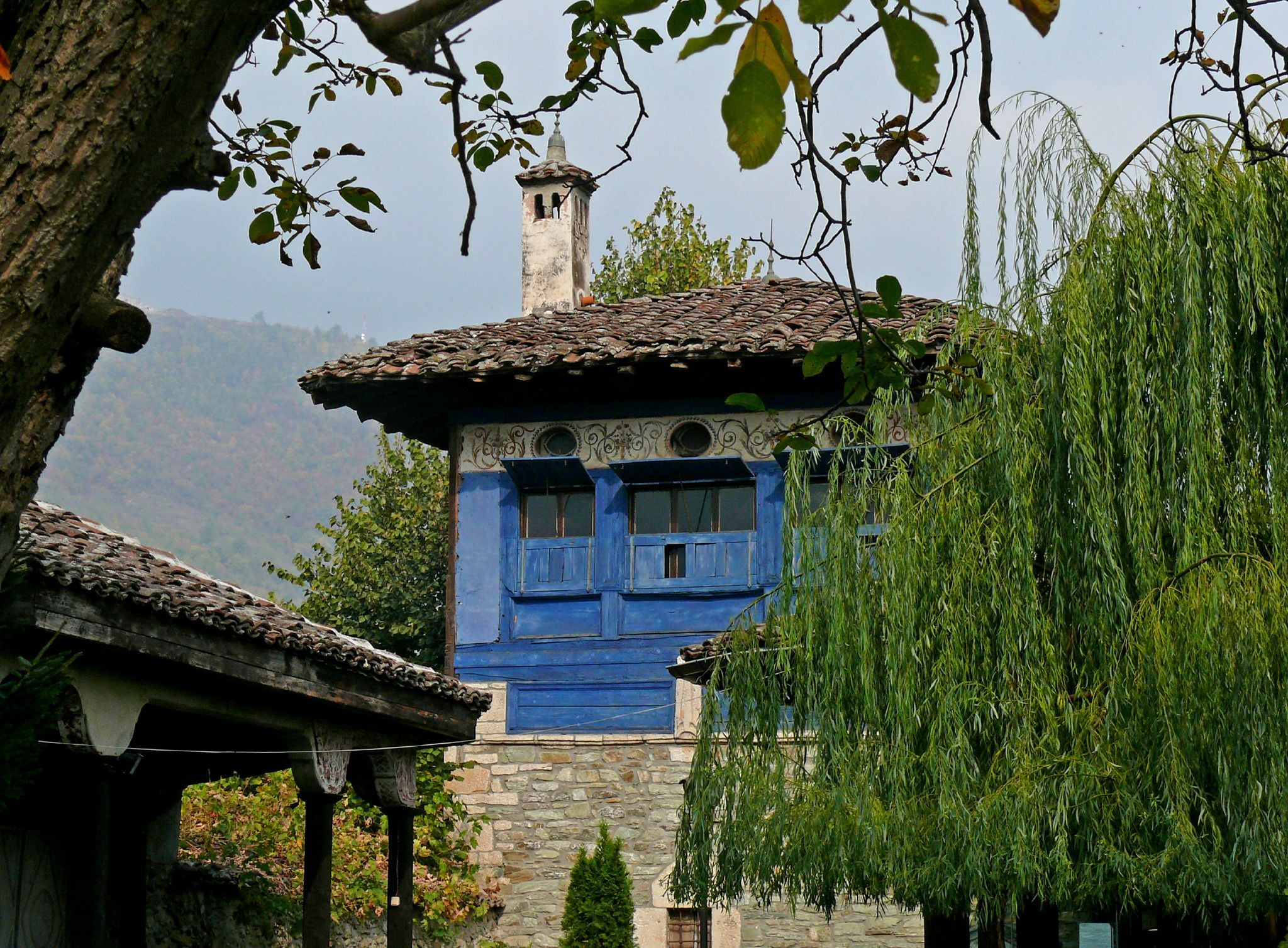
L'Arabati Baba tekke.
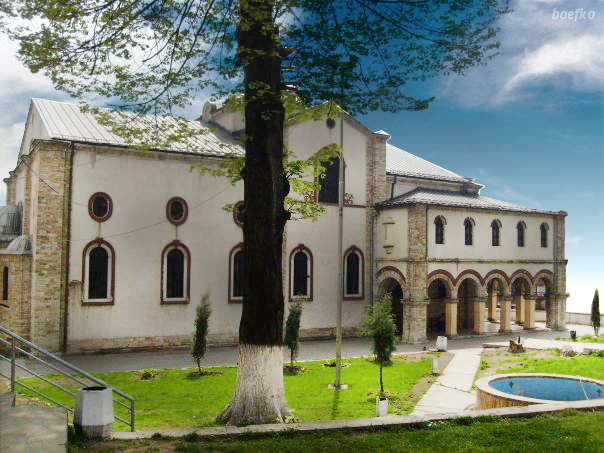
L'église Saints-Cyrille-et-Méthode.
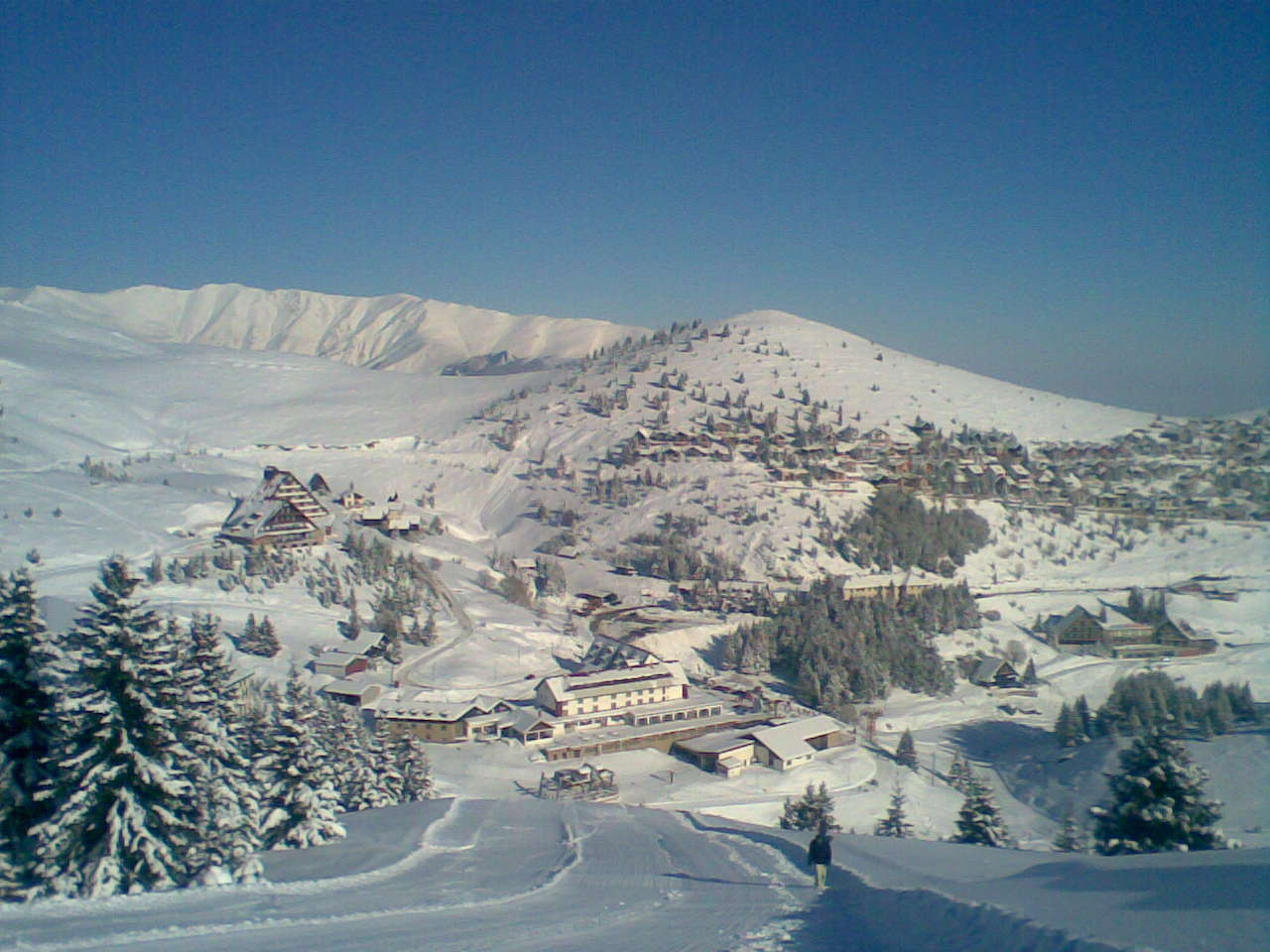
La station de ski de Popova Šapka.

## Jumelages
La ville de Tetovo est jumelée avec :
- Elbasan (Albanie) ;
- Kepez (Turquie) ;
- Bayrampaşa (Turquie).